# جائزة البرتغال الكبرى للدراجات النارية 2002
جائزة البرتغال الكبرى للدراجات النارية 2002 هو سباق دراجات نارية أقيم بتاريخ 8 سبتمبر 2002 في حلبة إستوريل. كان الجولة الحادية عشر من أصل 16 في سباق الجائزة الكبرى للدراجات النارية موسم 2002. فاز الإيطالي فالنتينو روسي بفئة الموتو جي بي بينما جاء الإسباني كارلوس تشيكا في المركز الثاني وحصل على المركز الثالث الياباني توهرو أوكاوا.

## وصلات خارجية
- الموقع الرسمي